# کینکیرو

کینکیرو شهری در شهرستان کایائو در استان بازگا در بورکینافاسوی مرکزی است و جمعیت آن ۸۱۷ نفر است.